# Embaixada dos Estados Unidos em Moscou
A Embaixada dos Estados Unidos em Moscou é a principal representação diplomática estadunidense na Rússia. O atual embaixador é John J. Sullivan, no cargo desde fevereiro de 2020.